# XXXVI Korpus Górski (III Rzesza)
XXXVI Korpus Górski (niem. XXXVI. Gebirgs-Armeekorps) – jeden z niemieckich korpusów górskich, uczestniczył w ataku na Związek Radziecki.
Sformowany został 5 października  1939 roku we Wrocławiu, jako korpusu piechoty. W 1941 roku uczestniczył w ataku III Rzeszy na Związek Radziecki w składzie Armii Norwegia, na którego terytorium w latach 1941-1944 walczył przeciw Armii Czerwonej. Po rozbudowaniu, od 18 listopada 1941 roku występował jako XXXVI Korpus Górski. Jednostki korpusu uczestniczyły w ataku na Murmańsk, którego jednak nie zdobyły. Jesienią 1944 roku w wyniku działań bojowych Armii Czerwonej, Korpus zmuszony został do wycofania z terytorium Związku Radzieckiego przez Finlandię do Norwegii. Skapitulował w maju 1945 roku w okupowanej Norwegii.

## Dowódcy korpusu
- gen. Hans Feige (do 30.11.1941)
- gen. Karl Weisenberger (30.11.1941 - 10.08.1944)
- gen. Emil Vogel (10.08.1944 - do kapitulacji[6]

## Struktura organizacyjna
Skład korpusu:
- 163 Dywizja Piechoty
- 169 Dywizja Piechoty